# Liga de Campeones de la OFC 2024
La Liga de Campeones de la OFC 2024 fue la 24ª edición del torneo de fútbol a nivel internacional de clubes más importante de Oceanía organizado por la Confederación de Fútbol de Oceanía.
El ganador del torneo logró la clasificación a la Copa Intercontinental de la FIFA 2024, ya que el Auckland City FC de Nueva Zelanda consiguió la clasificación a la Copa Mundial de Clubes de la FIFA 2025 por ser el campeón de las dos ediciones anteriores.

## Participantes
18 equipos participan en el torneo:
| Asociación                    | Equipo             | Clasificación                                                 |
| ----------------------------- | ------------------ | ------------------------------------------------------------- |
| Fiyi (2 plazas)               | Lautoka            | Campeón de la Fiji Premier League 2023                        |
| Fiyi (2 plazas)               | Rewa               | Subcampeón de la Fiji Premier League 2023                     |
| Nueva Caledonia (2 plazas)    | AS Magenta         | Campeón de la New Caledonia Super Ligue 2023                  |
| Nueva Caledonia (2 plazas)    | ASC Gaïca          | Subcampeón de la New Caledonia Super Ligue 2023               |
| Nueva Zelanda (2 plazas)      | Wellington Olympic | Campeón de la New Zealand National League 2023                |
| Nueva Zelanda (2 plazas)      | Auckland City      | Subcampeón de la New Zealand National League 2023             |
| Papúa Nueva Guinea (2 plazas) | Hekari United      | Campeón de la Papua New Guinea National Soccer League 2023    |
| Papúa Nueva Guinea (2 plazas) | Southern Strikers  | Subcampeón de la Papua New Guinea National Soccer League 2023 |
| Islas Salomón · (2 plazas)    | Solomon Warriors   | Campeón de la Telekom S-League 2023                           |
| Islas Salomón · (2 plazas)    | Central Coast      | Subcampeón de la Telekom S-League 2023                        |
| Polinesia Francesa (2 plazas) | AS Tefana          | Campeón de la Tahiti Ligue 1 2022/23                          |
| Polinesia Francesa (2 plazas) | AS Pirae           | Subcampeón de la Tahiti Ligue 1 2022/23                       |
| Vanuatu (2 plazas)            | Ifira Black Bird   | Campeón de la VFF Champions League 2023                       |
| Vanuatu (2 plazas)            | Classic            | Subcampeón de la VFF Champions League 2023                    |
| Samoa Americana               | Vaiala Tongan      | Séptimo lugar de la FFAS Senior League 2023                   |
| Islas Cook                    | Tupapa Maraerenga  | Campeón de la Cook Islands Round Cup 2023                     |
| Samoa                         | Vaivase-Tai        | 3° lugar de la Samoa National League 2023                     |
| Tonga                         | Veitongo           | Campeón de la Tonga Major League 2023                         |

## Fase clasificatoria

### Ronda Preliminar
Los cuatro equipos se enfrentan en un sistema de Round-robin en una sola sede. El ganador clasifica a la fase de grupos junto a los otros siete clasificados. La sede fue Nuku'alofa, Tonga.
| Pos. | Equipo            | Pts. | PJ | G | E | P | GF | GC | Dif. | Clasificación  |      | VPN | TUP | VEI  | RYP  |
| ---- | ----------------- | ---- | -- | - | - | - | -- | -- | ---- | -------------- | ---- | --- | --- | ---- | ---- |
| 1    | Vaivase-Tai FC    | 7    | 3  | 2 | 1 | 0 | 18 | 0  | +18  | Fase de grupos |      | —   | 4–0 | —    | —    |
| 2    | Tupapa Maraerenga | 6    | 3  | 2 | 0 | 1 | 17 | 6  | +11  |                |      | —   | —   | 3–2  | 14–0 |
| 3    | Veitongo (H)      | 4    | 3  | 1 | 1 | 1 | 15 | 3  | +12  |                | 0–0  | —   | —   | 13–0 |      |
| 4    | Vaiala Tongan     | 0    | 3  | 0 | 0 | 3 | 0  | 41 | −41  |                | 0–14 | —   | —   | —    |      |

 Fuente: OFC
| 17 de febrero de 2024 | Vaivase-Tai FC                            | 4–0     | Tupapa Maraerenga | Teufaiva Stadium, Nuku'alofa                        |                                                     |
|                       | - Taualai 16', 43' - Kwan 45' - Tumua 90' | Reporte |                   | Asistencia: 350 espectadores Árbitro(s): Cory Mills | Asistencia: 350 espectadores Árbitro(s): Cory Mills |

| 17 de febrero de 2024 | Veitongo | 13–0    | Vaiala Tongan | Teufaiva Stadium, Nuku'alofa                           |                                                        |
|                       | - Uhatahi 11' - Polovili 15' - Kendler 22', 43', 62' - Feke 26', 85' - Lutu 33', 61' - Uhatahi 76', 87', 90' - Fifita 77' | Reporte |               | Asistencia: 1,300 espectadores Árbitro(s): Arnold Tari | Asistencia: 1,300 espectadores Árbitro(s): Arnold Tari |

| 20 de febrero de 2024 | Tupapa Maraerenga | 14–0    | Vaiala Tongan | Teufaiva Stadium, Nuku'alofa                            |                                                         |
|                       | - Fuhiniu 1', 82' - Harmon 4', 16', 31', 45', 45', 73', 75' - Harmon 5' - Connolly 67', 90' - Taokia 79' - Gibbens 84' | Reporte |               | Asistencia: 500 espectadores Árbitro(s): Neeshil Varman | Asistencia: 500 espectadores Árbitro(s): Neeshil Varman |

| 20 de febrero de 2024 | Veitongo | 0–0     | Vaivase-Tai FC | Teufaiva Stadium, Nuku'alofa                           |                                                        |
|                       |          | Reporte |                | Asistencia: 1,500 espectadores Árbitro(s): Timothy Niu | Asistencia: 1,500 espectadores Árbitro(s): Timothy Niu |

| 23 de febrero de 2024 | Vaiala Tongan | 0–14    | Vaivase-Tai FC | Teufaiva Stadium, Nuku'alofa                         |                                                      |
|                       |               | Reporte | - Tumua 2', 18' (pen.), 46', 66', 80' - Nanumea 13', 14', 45', 48' - Taualai 26', 45+3', 64' - Leiatava 45+6' - Tanielu 90+6' | Asistencia: 300 espectadores Árbitro(s): Timothy Niu | Asistencia: 300 espectadores Árbitro(s): Timothy Niu |

| 23 de febrero de 2024 | Tupapa Maraerenga                      | 3–2     | Veitongo         | Teufaiva Stadium, Nuku'alofa                          |                                                       |
|                       | - Connolly 43' (pen.), 57' - Tairi 63' | Reporte | Kendler 23', 70' | Asistencia: 1,000 espectadores Árbitro(s): Cory Mills | Asistencia: 1,000 espectadores Árbitro(s): Cory Mills |

### Ronda nacional
En esta ronda se enfrentan los equipos del mismo país.
| Equipo 1              | Agr.                 | Equipo 2           | Ida | Vuelta |
| --------------------- | -------------------- | ------------------ | --- | ------ |
| Rewa                  | 3–2 (t. s.)          | Lautoka            | 0–0 | 3–2    |
| ASC Gaïca             | 1–2                  | AS Magenta         | 1–2 | 0–0    |
| Auckland City         | 4–3                  | Wellington Olympic | 1–0 | 3-3    |
| Port Moresby Strikers | 0–5                  | Hekari United      | 0–2 | 0–3    |
| Central Coast         | 1–2                  | Solomon Warriors   | 0–1 | 1–1    |
| Pirae                 | 2–2 (t. s.) (6–5 p.) | Tefana             | 1–1 | 1–1    |
| Classic               | 2−3                  | Ifira Black Bird   | 1–2 | 1−1    |

| 8 de febrero de 2024 | Rewa | 0–0     | Lautoka | Ratu Cakobau Park, Nausori                              |                                                         |
|                      |      | Reporte |         | Asistencia: 700 espectadores Árbitro(s): Neeshil Varman | Asistencia: 700 espectadores Árbitro(s): Neeshil Varman |

| 11 de febrero de 2024 | Lautoka                           | 2–3 (t. s.)(Global 2-3) | Rewa                                    | Churchill Park, Lautoka                                   |                                                           |
|                       | - Waqa 18' - Lairoti 90+9' (pen.) | Reporte                 | - Kautoga 71' - Hughes 82', 100' (pen.) | Asistencia: 1,000 espectadores Árbitro(s): Mohammed Altaf | Asistencia: 1,000 espectadores Árbitro(s): Mohammed Altaf |

| 17 de febrero de 2024 | ASC Gaïca      | 1–2     | AS Magenta              | Stade Numa Daly, Numea                                         |                                                                |
|                       | Wahiobe 90+10' | Reporte | - Jewine 35' - Watu 65' | Asistencia: 1,000 espectadores Árbitro(s): Sebastien Pelissier | Asistencia: 1,000 espectadores Árbitro(s): Sebastien Pelissier |

| 24 de febrero de 2024 | AS Magenta | 0–0 (Global 2-1) | ASC Gaïca | Stade Numa Daly, Numea                                    |                                                           |
|                       |            | Reporte          |           | Asistencia: 1,000 espectadores Árbitro(s): Mederic Lacour | Asistencia: 1,000 espectadores Árbitro(s): Mederic Lacour |

| 9 de marzo de 2024 | Auckland City | 1–0     | Wellington Olympic | Kiwitea Street, Auckland                             |                                                      |
|                    | Ukich 72'     | Reporte |                    | Asistencia: 300 espectadores Árbitro(s): Calvin Berg | Asistencia: 300 espectadores Árbitro(s): Calvin Berg |

| 16 de marzo de 2024 | Wellington Olympic              | 3–3 (Global 3-4) | Auckland City                           | Martin Luckie Park, Wellington                                      |                                                                     |
|                     | - Watson 20', 28' - Randall 23' | Reporte          | - Ilich 27' - Murati 48' - Howieson 81' | Asistencia: 200 espectadores Árbitro(s): Campbell-Kirk Kawana-Waugh | Asistencia: 200 espectadores Árbitro(s): Campbell-Kirk Kawana-Waugh |

| 10 de febrero de 2024 | Port Moresby Strikers | 0–2     | Hekari United           | PNG Football Stadium, Port Moresby                   |                                                      |
|                       |                       | Reporte | - Kepo 60' - Yasasa 71' | Asistencia: 369 espectadores Árbitro(s): Hillary Ani | Asistencia: 369 espectadores Árbitro(s): Hillary Ani |

| 17 de febrero de 2024 | Hekari United                            | 3–0 (Global 5-0) | Port Moresby Strikers | PNG Football Stadium, Port Moresby |                            |
|                       | - Kila 25' - Rani 75' - Joe 90+4' (pen.) | Reporte          |                       | Árbitro(s): Charles Arangi         | Árbitro(s): Charles Arangi |

| 17 de febrero de 2024 | Central Coast | 0–1     | Solomon Warriors | National Stadium, Honiara                                 |                                                           |
|                       |               | Reporte | Feni 5' (pen.)   | Asistencia: 1,817 espectadores Árbitro(s): Gideon Mamuala | Asistencia: 1,817 espectadores Árbitro(s): Gideon Mamuala |

| 22 de febrero de 2024 | Solomon Warriors | 1–1 (Global 2-1) | Central Coast | National Stadium, Honiara                             |                                                       |
|                       | Feni 67'         | Reporte          | Leslie 8'     | Asistencia: 1,647 espectadores Árbitro(s): Ben Aukwai | Asistencia: 1,647 espectadores Árbitro(s): Ben Aukwai |

| 12 de marzo de 2024 | Pirae   | 1–1     | Tefana   | Stade Pater, Pirae                                          |                                                             |
|                     | Tau 77' | Reporte | Leon 88' | Asistencia: 1,500 espectadores Árbitro(s): Teremoana Roihau | Asistencia: 1,500 espectadores Árbitro(s): Teremoana Roihau |

| 15 de marzo de 2024 | Tefana       | 1–1 (t. s.)(5–6 p.)(Global 2-2) | Pirae          | Stade Pater, Pirae                                        |                                                           |
|                     | Kaspard 104' | Reporte                         | Labaste 120+1' | Asistencia: 2,500 espectadores Árbitro(s): Norbert Hauata | Asistencia: 2,500 espectadores Árbitro(s): Norbert Hauata |

| 24 de febrero de 2024 | Classic   | 1–2     | Ifira Black Bird              | Luganville Soccer City Stadium, Luganville                |                                                           |
|                       | Ollie 49' | Reporte | - Kalotang 28' - Wohale 45+2' | Asistencia: 2,050 espectadores Árbitro(s): Jarethy George | Asistencia: 2,050 espectadores Árbitro(s): Jarethy George |

| 28 de febrero de 2024 | Ifira Black Bird | 1−1 (Global 3-2) | Classic   | VFF Freshwater Stadium, Port Vila                      |                                                        |
|                       | Spokeyjack 29'   | Reporte          | Toata 42' | Asistencia: 3,500 espectadores Árbitro(s): Arnold Tari | Asistencia: 3,500 espectadores Árbitro(s): Arnold Tari |

## Fase de grupos
Los partidos se jugaron en Tahití del 11 al 24 de mayo de 2024. Los dos primeros lugares de cada grupo avanzan a la fase final.
Los horarios corresponden al huso horario de Tahití (UTC-10).

### Grupo A
| Pos. | Equipo           | Pts. | PJ | G | E | P | GF | GC | Dif. | Clasificación |   | AUC | REW | HEK | SOL |
| ---- | ---------------- | ---- | -- | - | - | - | -- | -- | ---- | ------------- | - | --- | --- | --- | --- |
| 1    | Auckland City    | 7    | 3  | 2 | 1 | 0 | 8  | 2  | +6   | Fase final    |   | —   | —   | 1:0 | 5:0 |
| 2    | Rewa             | 7    | 3  | 2 | 1 | 0 | 8  | 6  | +2   | Fase final    |   | 2:2 | —   | —   | —   |
| 3    | Hekari United    | 3    | 3  | 1 | 0 | 2 | 4  | 4  | 0    |               |   | —   | 2:3 | —   | —   |
| 4    | Solomon Warriors | 0    | 3  | 0 | 0 | 3 | 2  | 10 | −8   |               | — | 2:3 | 0:2 | —   |     |

 Fuente: OFC
| 11 de mayo | Rewa            | 2–2     | Auckland City                 | Estadio Paea,                                           |                                                         |
| 12:00      | - Sela 62', 64' | Reporte | - Howieson 50' - De Vries 66' | Asistencia: 105 espectadores Árbitro(s): Médéric Lacour | Asistencia: 105 espectadores Árbitro(s): Médéric Lacour |

| 11 de mayo | Solomon Warriors | 0–2     | Hekari United          | Estadio Paea,                                           |                                                         |
| 15:00      |                  | Reporte | - Kepo 70' - Naime 82' | Asistencia: 150 espectadores Árbitro(s): Norbert Hauata | Asistencia: 150 espectadores Árbitro(s): Norbert Hauata |

| 14 de mayo | Auckland City   | 1–0     | Hekari United | Estadio Paea,                                         |                                                       |
| 12:00      | - Gillion 90+3' | Reporte |               | Asistencia: 101 espectadores Árbitro(s): Tim Danaskos | Asistencia: 101 espectadores Árbitro(s): Tim Danaskos |

| 14 de mayo | Solomon Warriors | 2–3     | Rewa                                  | Estadio Paea,                                            |                                                          |
| 15:00      | - Feni 15', 72'  | Reporte | - Hughes 40' - Kautoga 45' - Sela 70' | Asistencia: 102 espectadores Árbitro(s): Lachlan Keevers | Asistencia: 102 espectadores Árbitro(s): Lachlan Keevers |

| 17 de mayo | Hekari United               | 2–3     | Rewa                                 | Estadio Paea,                                         |                                                       |
| 12:00      | - Joe 55' - Rani 62' (pen.) | Reporte | - Kautoga 41', 74' - Waranaivalu 90' | Asistencia: 101 espectadores Árbitro(s): Tim Danaskos | Asistencia: 101 espectadores Árbitro(s): Tim Danaskos |

| 17 de mayo | Auckland City                                                     | 5–0     | Solomon Warriors | Estadio Paea,                                           |                                                         |
| 15:00      | - Manickum 40', 49', 61' (pen.) - Ukich 66' (pen.) - De Vries 75' | Reporte |                  | Asistencia: 105 espectadores Árbitro(s): Médéric Lacour | Asistencia: 105 espectadores Árbitro(s): Médéric Lacour |

### Grupo B
| Pos. | Equipo           | Pts. | PJ | G | E | P | GF | GC | Dif. | Clasificación |   | PIR | MAG | IBB | VPN |
| ---- | ---------------- | ---- | -- | - | - | - | -- | -- | ---- | ------------- | - | --- | --- | --- | --- |
| 1    | Pirae (H)        | 7    | 3  | 2 | 1 | 0 | 11 | 1  | +10  | Fase final    |   | —   | —   | 5–1 | 6–0 |
| 2    | AS Magenta       | 7    | 3  | 2 | 1 | 0 | 10 | 1  | +9   | Fase final    |   | 0–0 | —   | —   | 8:0 |
| 3    | Ifira Black Bird | 3    | 3  | 1 | 0 | 2 | 7  | 8  | −1   |               |   | —   | 1–2 | —   | —   |
| 4    | Vaivase-Tai FC   | 0    | 3  | 0 | 0 | 3 | 1  | 19 | −18  |               | — | —   | 1–5 | —   |     |

 Fuente: OFC
| 12 de mayo | Pirae                                                                     | 6–0     | Vaivase-Tai FC | Estadio Pater Te Hono Nui, Papeete                  |                                                     |
| 18:00      | - Tau 09' - Tepa 41' - Labaste 47', 73' (pen.) - Ngiamba 67' - Tihoni 83' | Reporte |                | Asistencia: 288 espectadores Árbitro(s): Ben Aukwai | Asistencia: 288 espectadores Árbitro(s): Ben Aukwai |

| 20 de mayo | Ifira Black Bird    | 1–2     | AS Magenta                          | Estadio Pater Te Hono Nui, Papeete                  |                                                     |
| 15:00      | - Walone 43' (o.g.) | Reporte | - Wanemut 39' (a.g.) - Luepak 90+1' | Asistencia: 178 espectadores Árbitro(s): Ben Aukwai | Asistencia: 178 espectadores Árbitro(s): Ben Aukwai |

| 15 de mayo | AS Magenta                                                               | 8–0     | Vaivase-Tai FC | Estadio Pater Te Hono Nui, Papeete                 |                                                    |
| 15:00      | - Haewegene 9', 12', 37', 45', 48' - Gope 45' - Kugogne 51' - Brunet 87' | Reporte |                | Asistencia: 82 espectadores Árbitro(s): Veer Singh | Asistencia: 82 espectadores Árbitro(s): Veer Singh |

| 16 de mayo | Pirae                                                | 5–1     | Ifira Black Bird | Estadio Pater Te Hono Nui, Papeete                      |                                                         |
| 18:00      | - Tihoni 10' - Tave 14' - Labaste 52', 63' - Tau 72' | Reporte | - Iawak 27'      | Asistencia: 335 espectadores Árbitro(s): Matthew Conger | Asistencia: 335 espectadores Árbitro(s): Matthew Conger |

| 18 de mayo | Vaivase-Tai FC | 1–5     | Ifira Black Bird                                             | Estadio Pater Te Hono Nui, Papeete                        |                                                           |
| 15:00      | - Leiataua 55' | Reporte | - Spokejack 8', 28' - Kalotang 20' - Tenene 22' - Thomas 87' | Asistencia: 284 espectadores Árbitro(s): David Yareboinen | Asistencia: 284 espectadores Árbitro(s): David Yareboinen |

| 18 de mayo | AS Magenta | 0–0     | Pirae | Estadio Pater Te Hono Nui, Papeete                      |                                                         |
| 18:00      |            | Reporte |       | Asistencia: 200 espectadores Árbitro(s): Matthew Conger | Asistencia: 200 espectadores Árbitro(s): Matthew Conger |

## Fase final

### Cuadro de desarrollo
|  | Semifinales   | Semifinales   | Semifinales |       |               | Final         | Final | Final |  |
|  |               |               |             |       |               |               |       |       |  |
|  |               |               |             |       |               |               |       |       |  |
|  | Auckland City | Auckland City | 1           |       |               |               |       |       |  |
|  | Auckland City | Auckland City | 1           |       |               |               |       |       |  |
|  | AS Magenta    | AS Magenta    | 0           |       |               |               |       |       |  |
|  | AS Magenta    | AS Magenta    | 0           |       | Auckland City | Auckland City | 4     |       |  |
|  |               |               |             |       | Auckland City | Auckland City | 4     |       |  |
|  |               |               | Pirae       | Pirae | 0             |               |       |       |  |
|  | Pirae         | Pirae         | Pirae       | Pirae | 0             | 4             |       |       |  |
|  | Pirae         | Pirae         |             |       |               | 4             |       |       |  |
|  | Rewa          | Rewa          | 2           |       |               |               |       |       |  |
|  | Rewa          | Rewa          | 2           |       |               |               |       |       |  |
|  |               |               |             |       |               |               |       |       |  |

### Semifinales
| 22 de mayo | Auckland City | 1:0 (0:0) | AS Magenta | Estadio Pater Te Hono Nui, Papeete                      |                                                         |
| 14:00      | - Ukich 66'   | Reporte   |            | Asistencia: 321 espectadores Árbitro(s): Norbert Hauata | Asistencia: 321 espectadores Árbitro(s): Norbert Hauata |

| 22 de mayo | Pirae                                                             | 4:2 (0:1; 2:2) (t. s.) | Rewa                                | Estadio Pater Te Hono Nui, Papeete                      |                                                         |
| 18:00      | - Ngiamba 90' (pen.), 90+6' (pen.) - Tepa 98' - Drova 111' (a.g.) | Reporte                | - Joseph 35' (pen.) - Kautoga 90+9' | Asistencia: 400 espectadores Árbitro(s): Matthew Conger | Asistencia: 400 espectadores Árbitro(s): Matthew Conger |

### Final
| 24 de mayo | Auckland City                                        | 4:0 (2:0) | Pirae | Estadio Pater Te Hono Nui, Papeete                  |                                                     |
| 18:00      | - Den Heijer 6' - Gillion 30' - Ukich 48' - Gray 59' | Reporte   |       | Asistencia: 652 espectadores Árbitro(s): Ben Aukwai | Asistencia: 652 espectadores Árbitro(s): Ben Aukwai |

|                                   |
| Bandera de Nueva Zelanda          |
| Campeón Auckland City 12.º título |

## Goleadores
| Jugador          | Equipo            | Goles |
| ---------------- | ----------------- | ----- |
| Lee Harmon       | Tupapa Maraerenga | 7     |
| Dilo Tumua       | Vaivase-Tai FC    | 6     |
| Elias Kendler    | Veitongo          | 5     |
| Dylan Connolly   | Tupapa Maraerenga | 4     |
| Falaniko Nanumea | Vaivase-Tai FC    | 4     |
| Vaa Taualai      | Vaivase-Tai FC    | 4     |
| Sione Uhatahi    | Veitongo          | 3     |

## Clasificación al Mundial de Clubes
El 17 de diciembre de 2023 la FIFA confirmó el criterio deportivo para determinar al representante de Oceanía en la Copa Mundial de Clubes de la FIFA 2025, el cual consiste en un ranking de cuatro años que otorgaba tres puntos por victoria, uno por empate y tres por ronda superada en la competición primaria. Al mismo tiempo, la FIFA confirmó al Auckland City FC como representante de la OFC. Como han sido los campeones de las últimas dos ediciones de la OFC Champions League, eso hace que sea matemáticamente imposible que el Auckland City no sea el clasificado según lo que pase en esta edición.
Al 16 de marzo de 2024 la clasificación es la siguiente::
| #  | Club               | Situación 2024 | Puntos | Puntos de Competición | Puntos de Partido |
| -- | ------------------ | -------------- | ------ | --------------------- | ----------------- |
| 1  | Auckland City      | Campeón        | 66     | 27                    | 39                |
| 2  | AS Pirae           | Subcampeón     | 31     | 15                    | 16                |
| 3  | Rewa               | Semifinales    | 20     | 9                     | 11                |
| 4  | AS Vénus           | No clasificó   | 18     | 9                     | 9                 |
| 5  | Suva               | No clasificó   | 17     | 9                     | 8                 |
| 6  | Ifira Black Bird   | Fase de grupos | 17     | 9                     | 8                 |
| 7  | AS Magenta         | Semifinales    | 13     | 6                     | 7                 |
| 8  | Central Coast      | Ronda nacional | 12     | 6                     | 6                 |
| 9  | Hienghène Sport    | No clasificó   | 12     | 6                     | 6                 |
| 10 | Hekari United      | Fase de grupos | 12     | 6                     | 6                 |
| 11 | Solomon Warriors   | Fase de grupos | 9      | 6                     | 3                 |
| 12 | Galaxy             | No clasificó   | 7      | 3                     | 4                 |
| 13 | Tiga Sport         | No clasificó   | 6      | 3                     | 3                 |
| 14 | Lae City           | No clasificó   | 4      | 3                     | 1                 |
| 15 | Vaivase-Tai        | Fase de grupos | 3      | 3                     | 0                 |
| 16 | Nikao Sokattak     | No clasificó   | 3      | 3                     | 0                 |
| 17 | Lupe o le Soaga SC | No clasificó   | 3      | 3                     | 0                 |